# Зографу (дем Неа Пропонтида)
Зографу или Метохи Зографу (на гръцки: Ζωγράφου, в превод На Зограф, Метох на Зограф) е село в Егейска Македония, Гърция, в дем Неа Пропонтида, административна област Централна Македония. Зографу има население от 389 души (2001).

## География
Зографу е разположено в югозападния край на Халкидическия полуостров, на 5 километра югоизточно от Неа Триглия.

## История
Метохът Ано Волвос на Зографския манастир е създаден в 1320 година и има ниви, лозя и маслинови горички в околността. Запазена е част от външната стена , която е защитавала метоха. Има запазена византийска кула от XIV век, църква „Свети Георги“ от 1842 и чешма от 1853 година с български надпис.
Селото е основано 1924 година от бежанци от Андивал, Кападокия около метоха, екпроприиран от държавата. Експроприираната част от метоха е с площ от 6 782 декара.